# Segrià

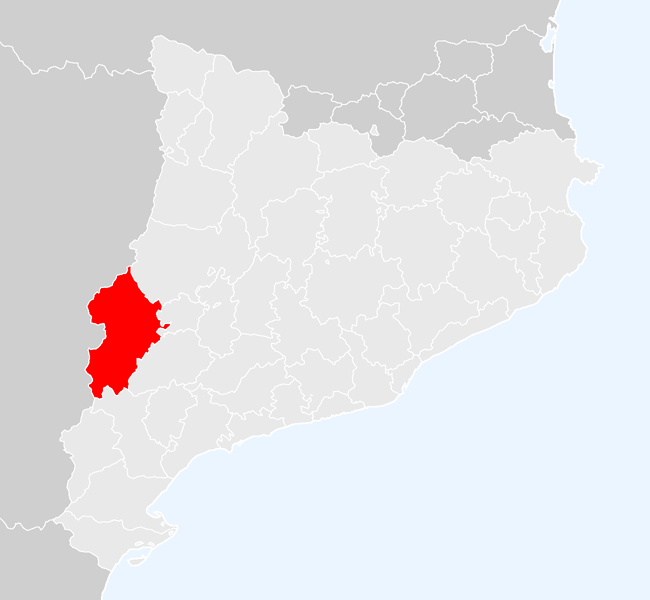
Localização do Segrià, na Catalunha.

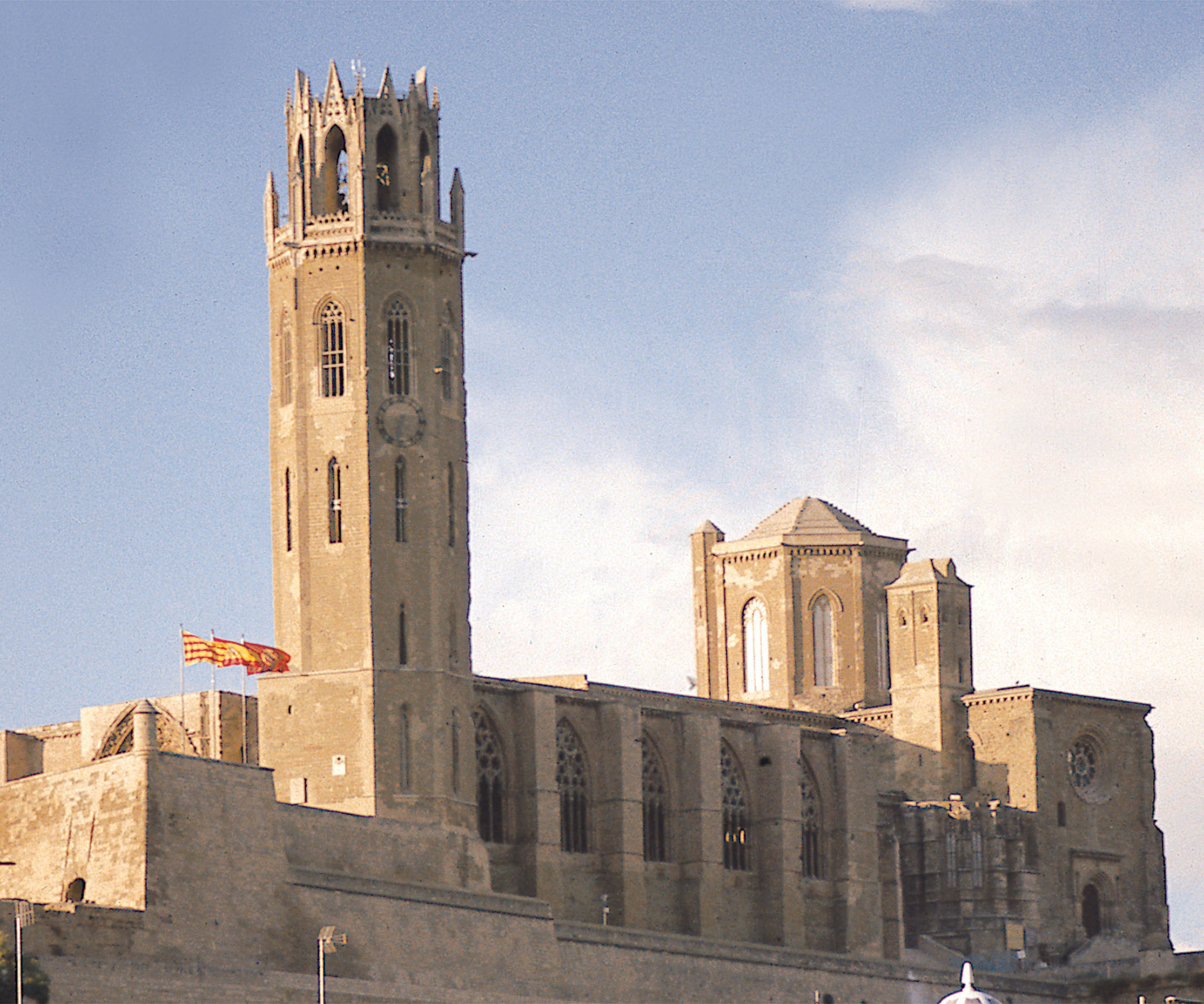
Lleida

Segrià

Segrià é uma região (comarca) da Catalunha. Abarca uma superfície de 1396,65 quilômetros quadrados e possui uma população de aproximadamente 190.558 habitantes.

## Subdivisões
A comarca do Segrià subdivide-se nos seguintes 38 municípios:
- Aitona
- Els Alamús
- Albatàrrec
- Alcanó
- Alcarràs
- Alcoletge
- Alfarràs
- Alfés
- Alguaire
- Almacelles
- Almatret
- Almenar
- Alpicat
- Artesa de Lleida
- Aspa
- Benavent de Segrià
- Corbins
- Gimenells i el Pla de la Font
- La Granja d'Escarp
- Llardecans
- Lleida
- Maials
- Massalcoreig
- Montoliu de Lleida
- La Portella
- Puigverd de Lleida
- Rosselló
- Sarroca de Lleida
- Seròs
- Soses
- Sudanell
- Sunyer
- Torrebesses
- Torrefarrera
- Torres de Segre
- Torre-serona
- Vilanova de la Barca
- Vilanova de Segrià